# 太空艙屋
太空舱屋、胶囊屋 (英语: Capsule house) 或苹果舱是一种预制的模块化、半永久住宅。它并非永久住宅，也非帳篷、貨櫃屋等临时住宅。其空间亦大于房车，无法在公路上直接搬运，需要模块化拼装。它通常用于人口较稀疏的地区。外壳通常用铝合金等金属制成，内有隔热层，具有抗震等优点。

## 名称
“胶囊屋”来自于英语。
“太空舱屋”通常为受科幻小说影响的未来主义风格。
“苹果舱”通常为极简主义风格，受苹果公司店铺的视觉风格影响。